# Liliana de Vries
 (octobre 2018).
Si vous disposez d'ouvrages ou d'articles de référence ou si vous connaissez des sites web de qualité traitant du thème abordé ici, merci de compléter l'article en donnant les références utiles à sa vérifiabilité et en les liant à la section « Notes et références ».
Liliana de Vries, née le 13 avril 1988 à San José, est une actrice et mannequin néerlandaise, d'origine colombienne.

## Vie privée
Elle est actuellement en couple avec l'acteur maroco-néerlandais Achmed Akkabi.

## Filmographie

### Télévisions
- 2006-2007 : Het Huis Anubis (nl) : Mara
- 2008 : Voetbalvrouwen (nl) : Romy van Eersel
- 2014 : Spoorloos verdwenen (nl) : Jasmijn Stender
- 2014 : Bluf : Sexy dame
- 2014 : Dokter Deen (nl) : Jonge mevrouw Nools
- 2014 : Jeuk : Liliana
- 2016 : Weemoedt (nl) : Thirza
- 2017 : De mannentester (nl) : Julia

### Cinéma
- 2013 : Mannenharten (nl) : Maria
- 2014 : Hartenstraat (nl) : Laura
- 2015 : Bon Bini Holland (nl) : Noëlla Maduro
- 2015 : Mannenharten 2 (nl) : Maria
- 2015 : Mega Mindy versus Rox (nl) : Anita